# Baron Decies

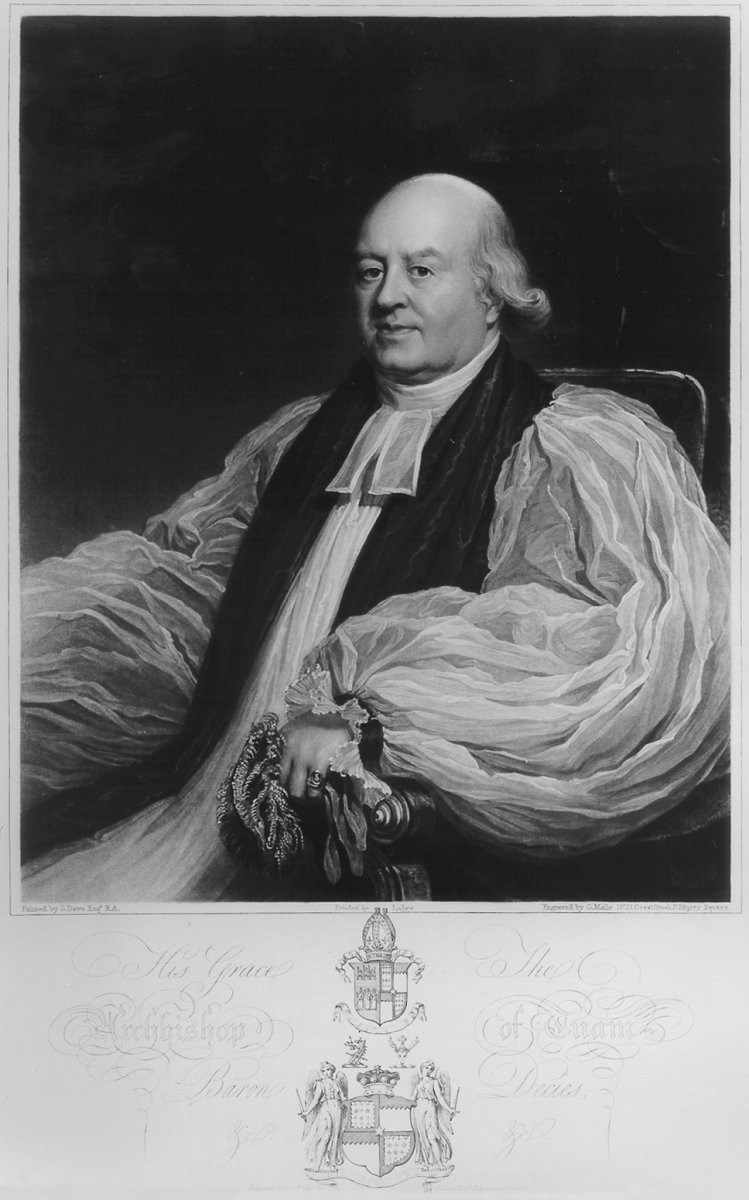
William Beresford, 1. Baron Decies

Wappen der Barone Decies

Baron Decies, of Decies in the County of Waterford, ist ein erblicher britischer Adelstitel in der Peerage of Ireland.
Familiensitz der Barone ist Straffan Lodge bei Straffan im County Kildare.

## Verleihung
Der Titel wurde am 21. Dezember 1812 für den anglikanischen Erzbischof von Tuam, Rev. William Beresford, geschaffen. Er war ein jüngerer Sohn des Marcus Beresford, 1. Earl of Tyrone.
Heutiger Titelinhaber ist seit 1992 sein Ur-ur-urenkel Marcus Beresford als 7. Baron.

## Liste der Barone Decies (1812)
- William Beresford, 1. Baron Decies (1743–1819)
- John Horsley-Beresford, 2. Baron Decies (1773–1855)
- William Horsley-Beresford, 3. Baron Decies (1811–1893)
- William Beresford, 4. Baron Decies (1865–1910)
- John Beresford, 5. Baron Decies (1866–1944)
- Arthur Beresford, 6. Baron Decies,(1915–1992)
- Marcus Beresford, 7. Baron Decies (* 1948)

Titelerbe (Heir apparent) ist der Sohn des aktuellen Titelinhabers, Hon. Robert Beresford (* 1988).